# 小行星7556
小行星7556（7556 Perinaldo）是一颗围绕太阳公转的小行星。1982年3月18日，亨利·德波鸿诺在拉西拉天文台发现了此天体。
这颗小行星的绝对星等为17.65580468766947等。